# Commission nationale des compétences et des talents
 (janvier 2023).
En France, la Commission nationale des compétences et des talents détermine annuellement les critères pour l'application des conditions d'attribution de la carte de séjour compétences et talents, qui peut être accordée pour une période de trois ans, renouvelable, à l'étranger susceptible de participer, du fait de ses compétences et de ses talents, de façon significative et durable au développement économique, au développement de l'aménagement du territoire ou au rayonnement, notamment intellectuel, scientifique, culturel, humanitaire ou sportif de la France et, directement ou indirectement, du pays dont il a la nationalité. Cet organisme a été créé [Quand ?].
Pour la délivrance de la carte, la commission détermine la nature et l'importance relative des critères d'évaluation:
- du projet de l'étranger qui sollicite la délivrance de cette carte, compte tenu notamment de sa localisation, du secteur d'activité en cause, des créations d'emplois envisagées
- d'autre part, de son aptitude à le réaliser, compte tenu notamment de son niveau d'études, de ses qualifications ou de son expérience professionnelles et, le cas échéant, des investissements prévus

Elle se compose:
- d'une personnalité qualifiée, président
- d'un député
- d'un sénateur
- d'un membre du Conseil économique et social
- d'un représentant du ministre de l'intérieur
- de deux représentants du ministre des affaires étrangères
- de deux représentants du ministre chargé de l'emploi
- de deux représentants du ministre chargé de l'économie
- d'un représentant du ministre chargé de l'éducation
- d'un représentant du ministre chargé de la culture
- d'un représentant du ministre chargé des sports
- du président de l'Agence française pour les investissements internationaux